# Landratsamt Ronneburg
| Basisdaten                            | Basisdaten           |
| ------------------------------------- | -------------------- |
| Bestandszeitraum                      | 1900–1922            |
| Verwaltungssitz                       | Ronneburg            |
| Fläche                                | 285 km² (1910)       |
| Einwohner                             | 50.506 (1910)        |
| Bevölkerungsdichte                    | 177 Einw./km² (1910) |
| Gemeinden                             | 110                  |
|                                       |                      |
| Landratsämter Altenburg und Ronneburg |                      |

Das Landratsamt Ronneburg war von 1900 bis 1922 ein Verwaltungsbezirk im Herzogtum Sachsen-Altenburg und im Freistaat Sachsen-Altenburg. Sein Gebiet gehört heute im Wesentlichen zu den Landkreisen Altenburger Land und Greiz in Thüringen. Einige ehemalige Gemeinden gehören heute zum sächsischen Landkreis Zwickau.

## Geschichte
Das Herzogtum Sachsen-Altenburg im Deutschen Kaiserreich bestand aus zwei getrennten Landesteilen, dem Westkreis um Kahla, Roda und Eisenberg sowie dem Ostkreis um Altenburg und Ronneburg. Bei einer Neugliederung des Staatsgebietes zum 1. April 1900 wurde die Stadt Altenburg kreisfrei und die übrigen Gemeinden des Ostkreises auf die neuen Landratsämter Altenburg und Ronneburg aufgeteilt. Der Sitz des Landratsamts Ronneburg war in der Stadt Ronneburg.
1918 wurde aus dem Herzogtum Sachsen-Altenburg der Freistaat Sachsen-Altenburg, der wiederum am 1. Mai 1920 im Land Thüringen aufging. Bei einer umfassenden Gebietsreform zum 1. Oktober 1922 wurde das Landratsamt Ronneburg aufgelöst. Die westliche Hälfte des Landratsamts mit der Stadt Ronneburg kam zum neuen Landkreis Gera, während die östliche Hälfte mit den Städten Gößnitz und Schmölln zum neuen Landkreis Altenburg kam.

## Einwohnerentwicklung
| Jahr      | 1900   | 1910   |
| Einwohner | 48.564 | 50.506 |

Einwohnerzahlen der Gemeinden mit mehr als 1.000 Einwohnern (Stand 1910):
| Gößnitz   | 5.813  |
| Pölzig    | 1.035  |
| Ponitz    | 1.469  |
| Ronneburg | 6.631  |
| Schmölln  | 11.345 |

## Städte und Gemeinden
| - Altkirchen - Baldenhain - Beerwalde - Beiersdorf - Bethenhausen, altenburgischer Anteil - Bohra - Bornshain - Brandrübel - Braunichswalde - Burkersdorf bei Schmölln - Dobra - Drogen - Drosen - Falkenau - Frankenau - Friedrichshaide - Gauern - Gessen - Gimmel - Gödissa - Göldschen - Gosel, altenburgischer Anteil - Gößnitz, Stadt - Graicha - Grobsdorf, altenburgischer Anteil - Großbraunshain - Großenstein - Großpillingsdorf | - Großstechau - Großstöbnitz - Großtauschwitz - Hain - Hainichen - Hartha - Hartroda - Haselbach - Heukewalde - Hilbersdorf, altenburgischer Anteil - Illsitz - Ingramsdorf - Jauern - Jonaswalde - Kakau - Kauern - Kauritz, altenburgischer Anteil - Kleinmückern - Kleinpillingsdorf - Kleinstechau - Kleinstöbnitz - Kleintauscha - Kleintauschwitz - Koblenz - Korbußen - Köthel - Kummer - Linda b. Weida | - Löbichau - Lohma - Lumpzig - Mannichswalde - Mennsdorf - Merlach - Mohlis - Mückern - Naulitz - Naundorf - Nischwitz - Nitzschka - Nöbdenitz - Nödenitzsch - Nörditz - Paitzdorf - Platschütz - Pölzig - Ponitz - Pöppeln - Poris - Posterstein - Raitzhain - Reichstädt - Reust - Ronneburg, Stadt - Röpsen - Roschütz, altenburgischer Anteil | - Röthenitz - Rückersdorf, altenburgischer Anteil - Sachsenroda - Schloßig - Schmirchau - Schmölln, Stadt - Schönhaide - Selka - Sommeritz - Stolzenberg - Taupadel - Thonhausen, altenburgischer Anteil - Trebula - Unterau - Untergötzenthal - Untschen - Vogelgesang - Vollmershain - Wachholderbaum - Waldsachsen, altenburgischer Anteil - Weißbach - Wettelswalde - Wildenbörten - Zagkwitz - Zschernitzsch - Zschöpel |